# Notre-Dame (Confort-Meilars)

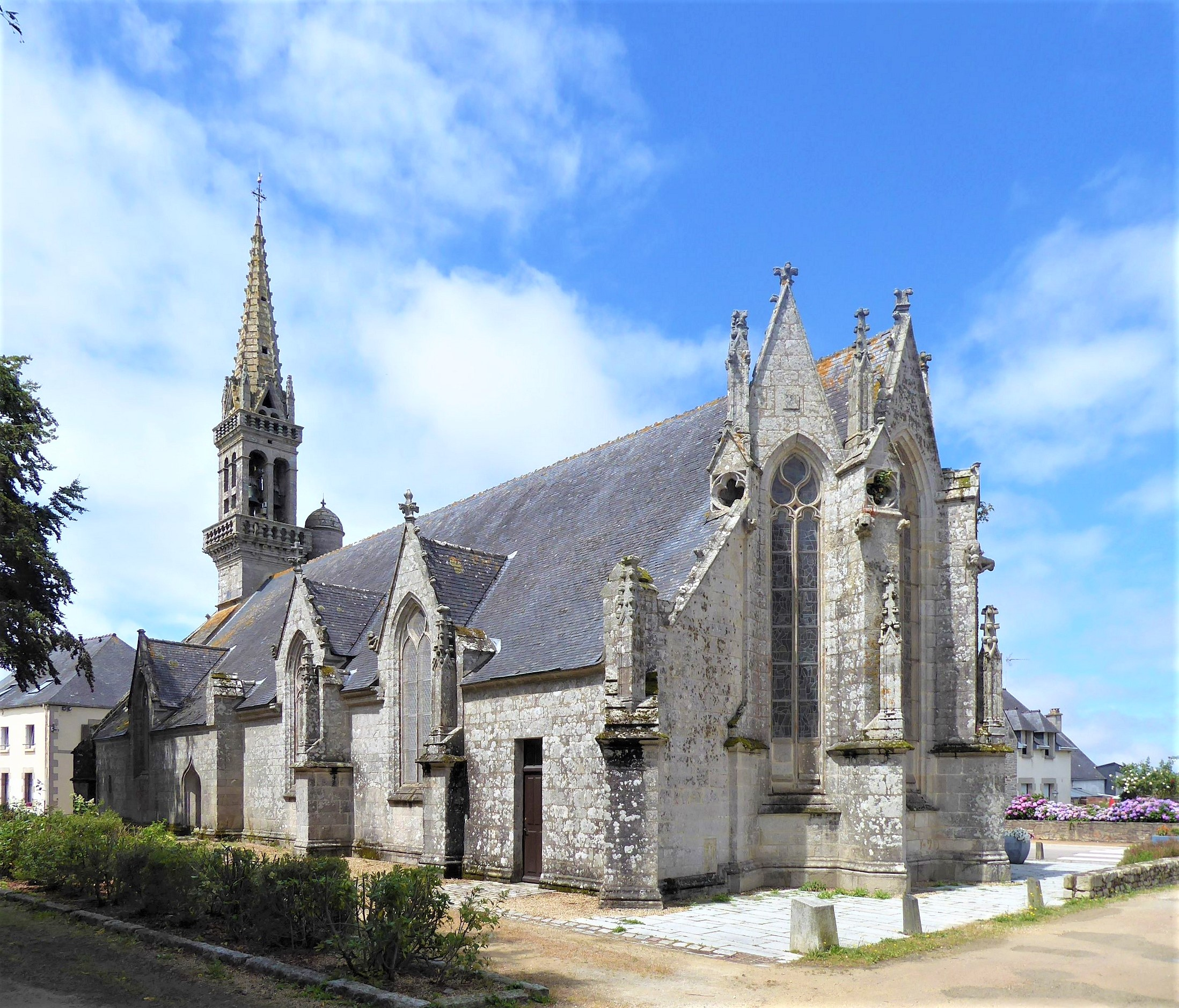
Kirche Notre-Dame

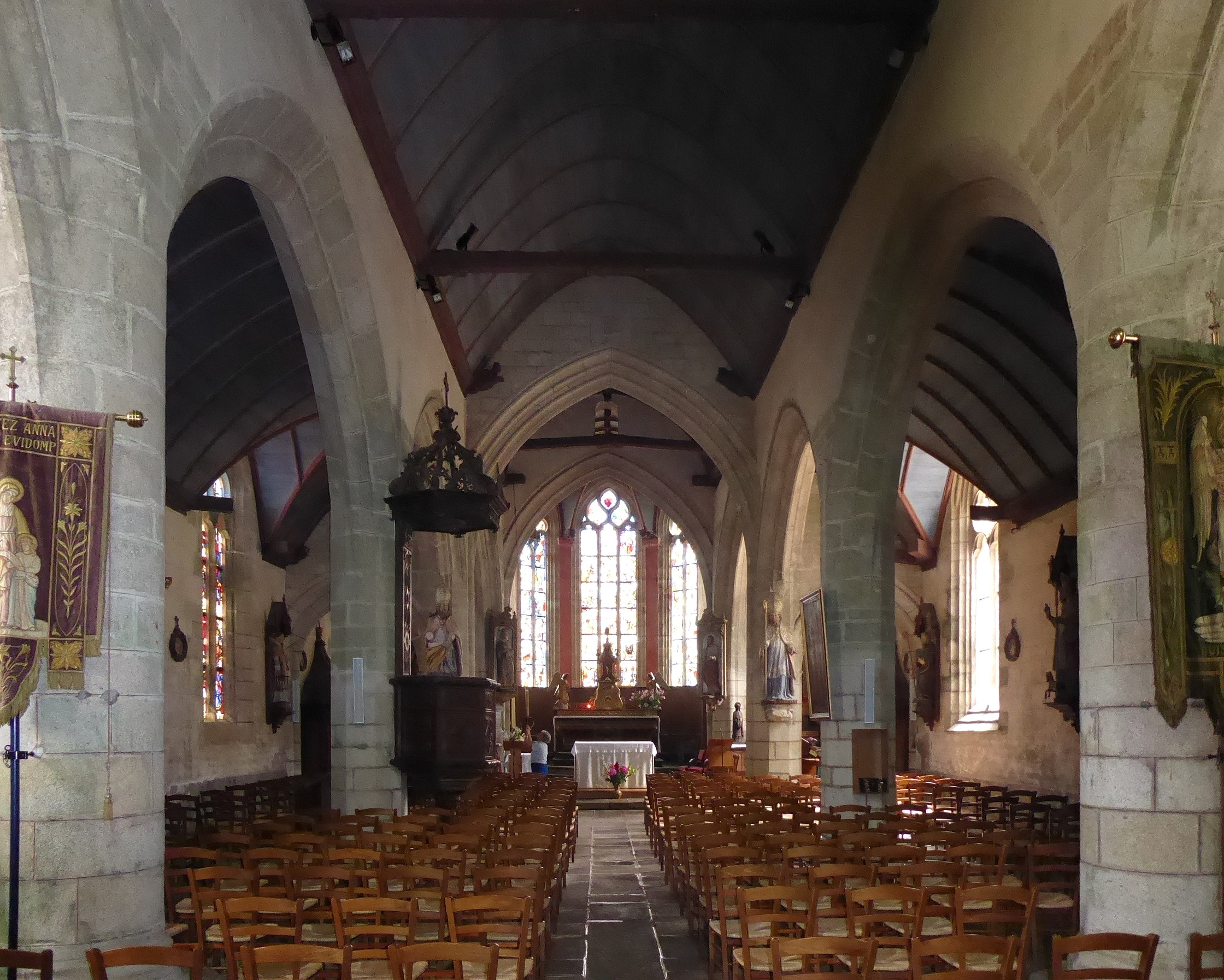
Inneres

Notre-Dame ist die römisch-katholische Pfarrkirche von Confort-Meilars im Département Finistère in der Bretagne. Die Kirche ist eingetragen im Verzeichnis des Kulturerbes Frankreichs und der Kalvarienberg ist seit 1914 als Monument historique klassifiziert.

## Geschichte
Die spätgotische Gotteshaus Notre-Dame wurde zwischen 1528 und 1544 durch Alain de Rosmadec und dessen Ehefrau Jeanne du Chastel als dreischiffige Kirche mit dreiseitigem Chorschluss errichtet. Das dreijochige Mittelschiff öffnet sich in weiten Arkadenbögen zu den Seitenschiffen. Über dem Westportal befindet sich der für die Region charakteristische schlanke dachreiterartige Glockenturm, der in feinem Maßwerk ausgeführt ist. Die heutige Gestalt des Turmes ist Ergebnis von Arbeiten zwischen 1711 und 1736. Die Kirche ist seit 1910 Pfarrkirche.
Die Kirche besitzt im Inneren ein seltenes radförmiges Glockenspiel aus dem 16. Jahrhundert, das als Einzelobjekt als Monument historique klassifiziert ist. Den Statuen der zwölf Apostel auf dem Kalvarienberg vor der Kirche wurden während der Französischen Revolution die Köpfe abgeschlagen und in der Nähe vergraben. Sie wurden 1849 wiedergefunden, restauriert und in die Westfassade der Kirche eingesetzt. Um 1870 wurde der Kalvarienberg selber mit neuen Statuen und dem Kruzifix versehen.